# Stasimopus steynsburgensis
Espèce
Stasimopus steynsburgensis est une espèce d'araignées mygalomorphes de la famille des Stasimopidae.

## Distribution
Cette espèce est endémique du Cap-Oriental en Afrique du Sud,. Elle se rencontre vers Walter Sisulu.

## Description
Le mâle holotype mesure 18,5 mm.

## Étymologie
Son nom d'espèce, composé de steynsburg et du suffixe latin -ensis, « qui vit dans, qui habite », lui a été donné en référence au lieu de sa découverte, Steynsburg.

## Publication originale
- Hewitt, 1915 : New South African Arachnida. Annals of the Natal Museum, vol. 3, p. 289-327 (texte intégral).